# Acidalia Colles

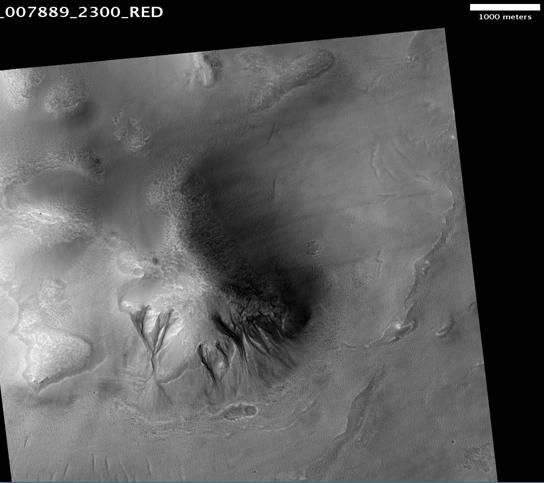
Voçorocas de Acidalia Colles e outras formações, vistas pela HiRISE. A extensão da barra de escala é de 1,000 metros.

Acidalia Colles é um grupo de colinas no quadrângulo de Mare Acidalium em Marte, localizado a 50.9° latitude norte e 23.1° longitude oeste. Sua extensão é de aproximadamente 360 km e recebeu um nome clássico para formação de albedo.

## Voçorocas
A imagem da HiRISE ao lado de Acidalia Colles mostra voçorocas no hemisfério norte. Voçorocas ocorrem em inclinações íngremes, especialmente crateras. Acredita-se que as voçorocas sejam relativamente jovens por possuírem poucas ou nenhuma cratera, e elas se situam no topo de dunas de areia que são em si jovens. Geralmente, cada voçoroca possui uma alcova, um canal e uma placa. Apesar de muitas ideias terem sido propostas para explicá-las, as mais populares envolvem água líquida originária de um aquífero ou impressões de antigas geleiras.
Há evidências para ambas as teorias. A maioria das alcovas das voçorocas ocorrem no mesmo nível, tal como se esperaria de um aquífero. Várias medições e cálculos demonstram que água líquida poderia existir em um aquífero nas profundidades em que as voçorocas geralmente se iniciam. Uma variação desse modelo é a tese de que o magma montante poderia ter derretido o gelo fazendo com que a água fluísse em aquíferos. Aquíferos são camadas que permitem que a água flua. Eles podem consistir em arenito poroso. Essa camada poderia ser estar situada acima de outra camada que evitaria que a água fluísse mais abaixo (em termos geológicos dir-se-ia impermeável). A única direção em que a água aprisionada poderia fluir seria horizontalmente. A água poderia então fluir para a superfície em um ponto em que o aquífero encontra um limite, como a parede de uma cratera. Aquíferos são muito comuns na Terra. Um bom exemplo é a "Weeping Rock" no Parque Nacional de Zion em Utah, Estados Unidos.
Por outro lado há evidências para a teoria alternativa, pois grande parte da superfície de Marte é coberta por um manto fofo espesso, o qual se acredita ser uma mistura de gelo e poeira. O manto rico em gelo, com espessura de poucos metros, faz com que a superfície fique mais fofa, mas há locais em que esta apresenta uma superfície desnivelada, lembrando a superfície de uma bola de basquete. Sob certas condições o gelo poderia derreter e fluir encosta abaixo criando voçorocas. Por haver poucas crateras nesse manto, conclui-se que o manto é relativamente jovem. Uma excelente vista deste manto é a imagem da borda da cratera Ptolemaeus, vista pela HiRISE.
Mudanças na órbita e inclinação de Marte provocam mudanças significativas na distribuição de gelo de água desde regiões polares até as latitudes equivalentes às do Texas. Durante certos períodos climáticos o vapor d’água escapa da capa polar e vai para a atmosfera. A água retorna ao solo em latitudes mais baixas na forma de depósitos ou gelo misturado generosamente com a poeira. A atmosfera de Marte contém uma grande quantidade de finas partículas de poeira. O vapor d’água se condensa sobre as partículas, então as partículas maiores carregadas de água caem e se amontoam no solo. Quando o gelo no topo da camada superficial volta para a atmosfera ele deixa poeira para trás, isolando o gelo restante.